# Фризелл, Лефти
Ле́фти Фризе́лл (англ. Lefty Frizzell; 31 марта 1928 — 19 июля 1975) — американский певец в стиле кантри.
В 1982 году Лефти Фризелл был включён в Зал славы кантри. Также он в Залe славы авторов песен.
Журнал «Rolling Stone» включил его песню «Long Black Veil» в свои списки «40 самых грустных песен в стиле кантри всех времён» (9 место) и «10 самых жутких баллад про убийства».

## Дискография
- См. «Lefty Frizzell § Discography» в английском разделе.